# کلوپ ایران
کلوپ ایران یک باشگاه فوتبال در تهران، ایران بود. این باشگاه، اولین باشگاه فوتبال در ایران و پایهٔ تأسیس کلوپ تهران بوده‌است. 
این باشگاه در سال ۱۲۹۹ تحت تاثیر تیم‌های فوتبال کارمندان انگلیسی شاغل در ایران تاسیس شد. اعضای این تیم عبارت بودند از: برادران خان سردار، برادران امیر اصلانی، کریم زندی، محمدعلی شکوه، عزیزالله افخمی، رضا کلانتر، شیبانی، حسن مفتاح، هراند، گالوستیان، خواجه نوری، رضا ربیع‌زاده، هامبارسون، اشرفی و غیره. این تیم در سال ۱۲۹۹ در مسابقات "میدان مشق" که توسط انگلیسی‌ها برگزار می‌شد شرکت کرد و به فینال رسید و با شکست برابر انگلیسی‌های مقیم مرکز به نایب قهرمانی رسید. کلوپ ایران در سال ۱۳۰۲ موفق به کسب قهرمانی شد و سپس تمام بازیکنان آن به باشگاه تازه تأسیس کلوپ تهران رفتند.

## افتخارات
جام سالانهٔ فوتبال تهران:
قهرمان: ۱۹۲۶
نایب‌قهرمان: ۱۹۲۲